# Myrmarachne hanoii
Myrmarachne hanoii är en spindelart som beskrevs av Zabka 1985. Myrmarachne hanoii ingår i släktet Myrmarachne och familjen hoppspindlar. Inga underarter finns listade i Catalogue of Life.